# Ananiasz Rojecki

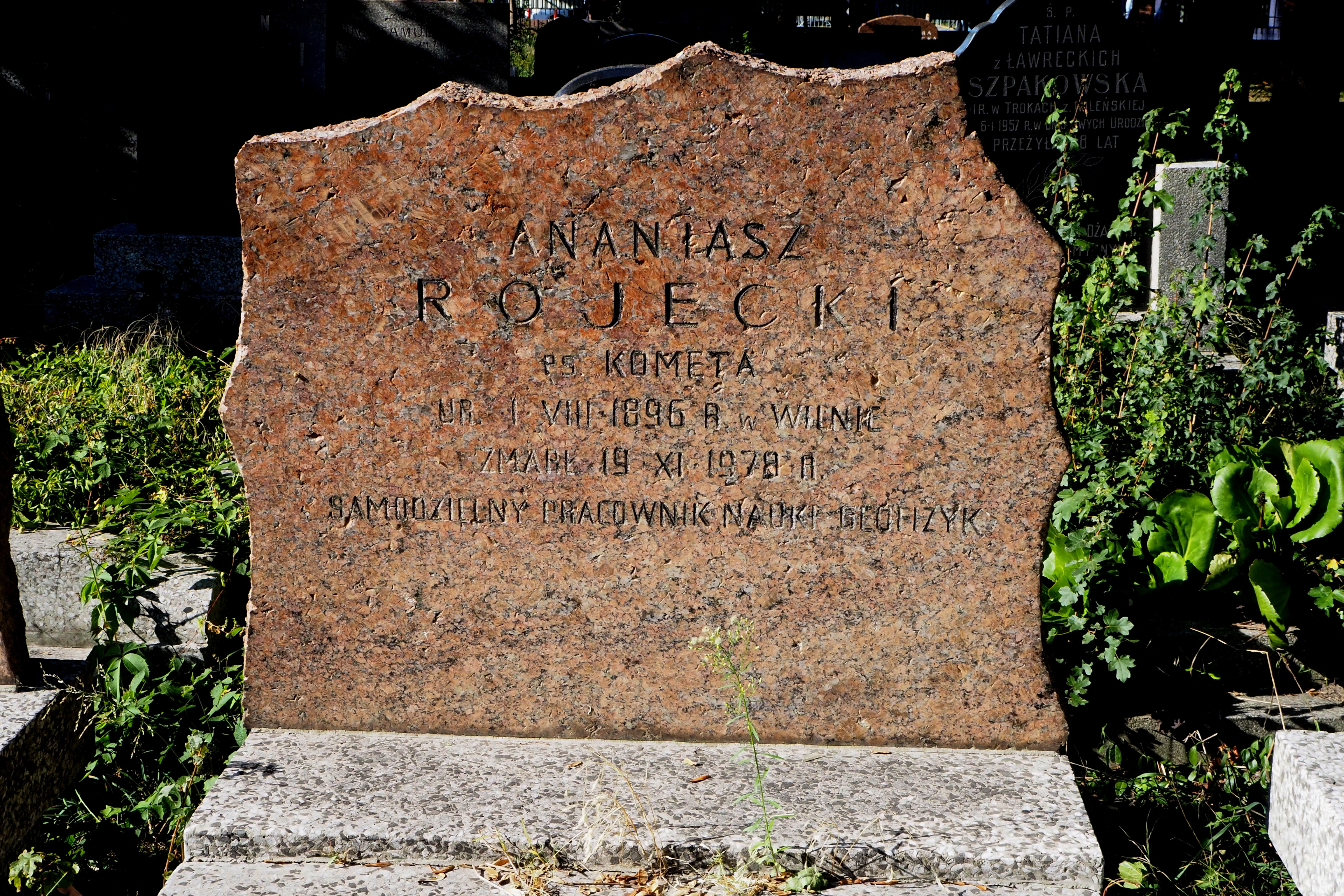
Grób Ananiasza Rojeckiego na cmentarzu karaimskim przy ul. Redutowej w Warszawie

Ananiasz Rojecki (ur. 19 lipca 1896 w Wilnie, zm. 19 listopada 1978 w Warszawie) – polski geofizyk, działacz karaimski.

## Życiorys
Pochodził z rodziny Karaimów, był synem Eleazara (pracownika firmy drogeryjnej) i Zefiryny ze Szpakowskich.
W latach 1915–1917 służył w armii rosyjskiej, dochodząc do stopnia podporucznika; kilka kolejnych lat spędził w Wilnie i centrum życia religijnego Karaimów w Eupatorii na Krymie. Od 1923 studiował matematykę i astronomię na Uniwersytecie Wileńskim, w 1929 uzyskał absolutorium z matematyki. Pracował następnie na tej uczelni jako meteorolog, od 1931 w charakterze asystenta Zakładu Meteorologii. Zajmował się m.in. pomiarami wiatrów, nasłonecznieniem i zachmurzeniem Wilna i Trok, klimatem Druskienik. Na użytek Wileńskiego Towarzystwa Ogrodniczego opracowywał prognozy przymrozków. W latach 1936–1938 przebywał w Berlinie, gdzie przygotowywał rozprawę doktorską O wysokości warstwy powietrza o tak zwanej stałej gęstości i zależności tej wysokości od rodzajów mas powietrza; nie zdążył otworzyć przewodu przed wybuchem wojny. Rękopis spłonął w czasie wojny, Rojecki nie podjął już później starań o uzyskanie doktoratu.
Od 1939 pracował w wojskowej służbie meteorologicznej, brał udział w kampanii wrześniowej. Powrócił następnie do Wilna, gdzie uczył matematyki i fizyki, początkowo oficjalnie, a od 1941 w ramach tajnego nauczania. Od początku roku szkolnego 1941/42 do końca okupacji hitlerowskiej kierował wraz z Władysławem Dziewulskim, Heleną Straszyńską i mgr Janiną Hlebowiczówną Uniwersyteckim Ośrodkiem Zorganizowanego Polskiego Szkolnictwa Tajnego w Wilnie.
Od 1944 był geologiem i geofizykiem w Litewskim Oddziale Komitetu ds. Geologii ZSRR. Brał udział w pracach komisji uniwersyteckiej ds. repatriacji do Polski dawnych pracowników Uniwersytetu Wileńskiego. Po przybyciu do Polski nie przyjął propozycji pracy na Uniwersytecie Jagiellońskim, został natomiast asystentem na Uniwersytecie Toruńskim; później podjął pracę w Państwowym Instytucie Hydrologiczno-Meteorologicznym, dochodząc do stanowiska zastępcy dyrektora. Od 1950 posiadał status samodzielnego pracownika naukowego. W 1959 został adiunktem w Zakładzie Geofizyki PAN; zrezygnował z pracy tam w 1965, i przeszedł na emeryturę cztery lata później. Poza stałymi etatami prowadził zlecone wykłady i ćwiczenia z meteorologii, klimatologii i oceanografii na Politechnice Warszawskiej i Uniwersytecie Warszawskim.
Ananiasz Rojecki był współzałożycielem Polskiego Towarzystwa Hydrologiczno-Meteorologicznego (1947), przemianowanego w 1966 na Polskie Towarzystwo Geofizyczne. Wchodził w skład zarządu Towarzystwa, w 1974 nadano mu członkostwo honorowe. Przez wiele lat zasiadał w komitecie redakcyjnym pisma „Przegląd Meteorologiczny i Hydrologiczny” (od 1956 „Przegląd Geofizyczny”), pełniąc również funkcję redaktora naczelnego (1954–1973). Zasłużył się jako organizator służby hydrologiczno-meteorologicznej, prowadził liczne kursy zawodowe, ogłaszał publikacje o charakterze podręcznikowym, m.in. Instrukcja dla stacji opadowych sieci polskiej (1946), Tablice dzielenia do użytku obserwatorów stacji meteorologicznych (1949), Instrukcja dla stacji meteorologicznych wyższych rzędów sieci polskiej (1953). 
Był redaktorem  i autorem wstępu książki Wyjątki ze źródeł historycznych o nadzwyczajnych zjawiskach hydrologiczno-meteorologicznych na ziemiach polskich w wiekach od X do XVI.
Uczestniczył w opracowywaniu polskiej wersji Międzynarodowego atlasu chmur (1950), na łamach „Przeglądu Geofizycznego” zamieszczał przeglądy współczesnej literatury naukowej w dziedzinie geofizyki. Interesował się również dziejami meteorologii w Polsce.
Został pochowany na cmentarzu karaimskim przy ulicy Redutowej w Warszawie.

## Działalność na rzecz środowisk karaimskich
Od młodości działał w organizacjach karaimskich. Był członkiem zarządu Wileńskiego Stowarzyszenia Karaimów (w 1923 pełnił funkcję sekretarza), redagował pismo „Myśl Karaimska”. Interesował się zagadnieniem demografii ludności karaimskiej w Polsce. Zaraz po wojnie wchodził w skład komitetu, organizującego życie religijne Karaimów z ramienia Karaimskiego Związku Religijnego.

## Odznaczenia
Został odznaczony m.in. Srebrnym Krzyżem Zasługi oraz Krzyżem Kawalerskim i Oficerskim Orderu Odrodzenia Polski.